# Брун, Фриц
Фриц Брун (нем. Fritz Brun; 18 августа 1878, Люцерн — 29 ноября 1959, Гросхёхштеттен) — швейцарский композитор, дирижёр, пианист и педагог.

## Биография
Ещё будучи учеником гимназии в Люцерне, брал уроки музыки, в том числе у Петера Фассбендера. В 1896—1901 годы учился в Кёльнской консерватории у Франца Вюльнера (композиция и дирижирование) и у Макса ван де Зандта (фортепиано). В 1897 году получает стипендию, позволившую брать уроки у Фридриха Хегара и Ханса Хубера. В 1902—1903 годы профессор теории музыки и фортепиано Дортмундской консерватории. В 1903 году преподавал в Бернской консерватории. С 1906 года дирижёр хорового общества «Святая Цецилия», в 1909—1941 годы дирижёр и концертмейстер симфонического оркестра Бернского музыкального общества. В 1926—1940 годы вице-президент Швейцарского музыкального общества.
В 1912 году женится на Ханне Розенмунд (нем. Hanna Rosenmund); в браке родилось трое детей.

## Сочинения
- 9 симфоний (1908—1950)
- Симфонический пролог (1942)
- концерт для фортепиано с оркестром (1946)
- концерт для скрипки с оркестром (1947)